# Willebrordus Naessens

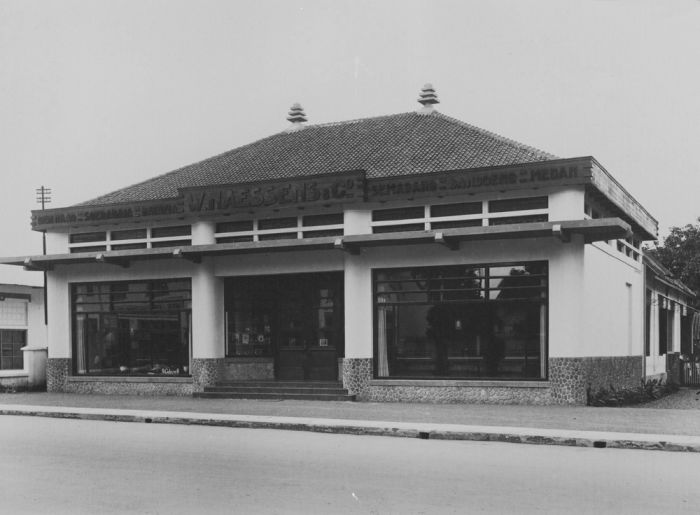
Een van der filialen in Nederlands-Indië (jaren 20)

Willebrordus Johannes Theodorus Naessens (Zaltbommel, 22 maart 1862 - Woerden, 31 januari 1915) was een pianist en pianofabrikant.
Willebrord was zoon van koopman Willem Johannes Theodorus Naessens en Cornelia Sophia Constantia Bol. Hij trouwde in 1887 in Nederlands-Indië met de Indische actrice (en schilderes) Mia Aarwen (Maria  Frederika Wardenaar)..
Naessens was bij zijn pianoconcerten slecht te spreken over de kwaliteit van de Indische piano's. Deze waren meest geïmporteerd uit Europa, maar vaak slecht bestand tegen de tropische omstandigheden en ongedierte. Na een concertreis door Indië vestigde hij zich in Soerabaja en richtte in 1891 de firma W. Naessens & Co. op. Naast de import en export fabriceerde de firma ook piano's van tropisch hardhout, teak en djati. De mechanismen werden geïmporteerd uit Europa, waarna lokale en Chinese meubelmakers de pianomeubels bouwden. Nadien werden filialen geopend in Semarang, Medan en Jogjakarta. In 1903 werd de bestaande fabriek van pianobouwer John Corsmit overgenomen. Naessens & Co werd in Nederlands-Indië nog jaren voortgezet door medefirmanten (en werknemers) F.G.Timm en M.O.C. Adami. Laatstbekende advertentie stamt uit 1941, het is dan nog steeds gevestigd in Soerabaja.

## Pianola
Later werd begonnen met de productie van automatische piano's. Deze pianola's konden zelf spelen door gebruik te maken van een papieren rol.  
In 1903 opende Naessens in Den Haag een filiaal van Hupfeld's Phonola. Ook de instrumenten van Hupfeld werden naar Indië verscheept om ze tropenbestendig te maken. Samen met de firma Duwear werd een zaak begonnen in Amsterdam (Duwaer en Naessens). In 1911 werkten al 200 man voor Naessens.
Aan het eind van zijn leven woonde Willebrord in de Soester villa Hill Grove. In 1915 kwam hij om het leven bij een auto-ongeluk in Woerden. Hij werd begraven op de Oude begraafplaats aan de Berkenweg in Baarn.